# Lago Lama
El lago Lama  (en ruso: Лама) es un gran lago de agua dulce de Rusia, situado en el krai de Krasnoyarsk, en la zona norte-central del país, en la Meseta de Putorana a unos 120 km de la ciudad de Norilsk. Tiene una superficie de 318 km² (otras fuentes recogen 460 km²). Tiene 82 km de largo y hasta 13 de ancho (según otras fuentes, 100 km y un ancho de 20 km). El lago es de origen tectónico.
El lago fue descrito e investigado por primera vez por el geólogo y explorador ruso Nikolái Urvántsev (1893-1985) y su colega S.D. Bazánov durante la expedición en 1921.

## Origen del nombre
El hidrónimo «Lama»  proviene de la palabra «Laamu» de las lenguas tunguses, que significa mar, océano, agua grande.
No había ningún lago llamado «Lama» en el mapa de la Rusia asiática, publicado en 1911 por el Estado Mayor General de Rusia.  El lago parecía dibujado de forma muy relativa y era nombrado como «Davýdovo».

## Notas

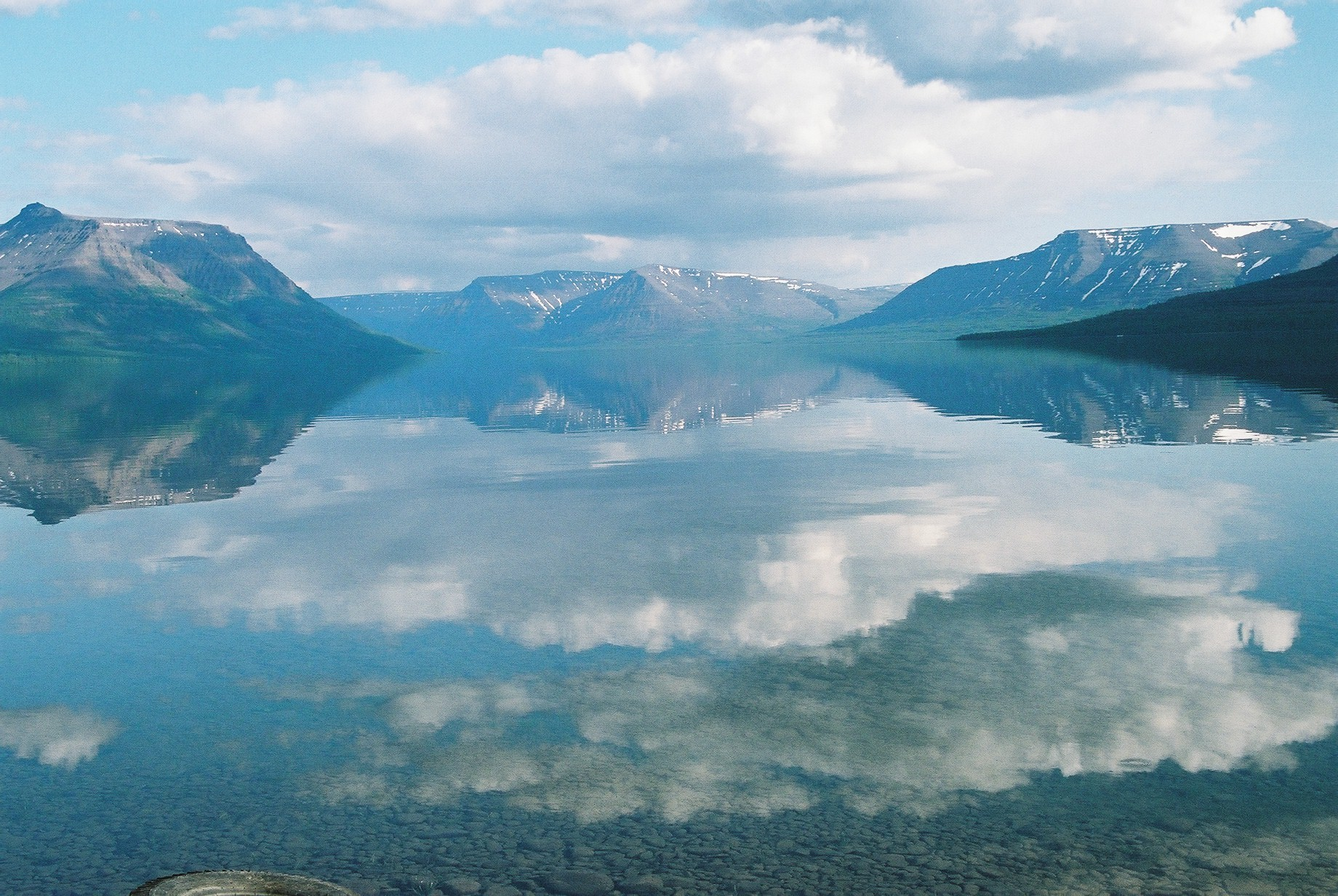
El lago Lama en la meseta de Putorana.